# Orthogonioptilum modestum
Orthogonioptilum modestum är en fjärilsart som beskrevs av Pierre Claude Rougeot 1965. Orthogonioptilum modestum ingår i släktet Orthogonioptilum och familjen påfågelsspinnare. Inga underarter finns listade i Catalogue of Life.